# 407016 Danielerdag
407016 Danielerdag este o planetă minoră (asteroid), cu un diametru de 3,439 km, din centura de asteroizi. A fost descoperită pe 18 septembrie 2009 la  de Timoer Valerievitsj Krjatsjko⁠(d). 
Obiectul prezintă o orbită caracterizată de o semiaxă mare de 3,1637676632484 UAi, o excentricitate de 0,24875901771597, o înclinație de 14,071775449095 ° în raport cu ecliptica.